# Varchak
Varchak (persiska: ورچک) är en ort i Iran.   Den ligger i provinsen Västazarbaijan, i den nordvästra delen av landet, 500 km väster om huvudstaden Teheran. Varchak ligger 1 183 meter över havet och antalet invånare är 314.
Terrängen runt Varchak är huvudsakligen kuperad, men åt sydväst är den bergig. Runt Varchak är det ganska tätbefolkat, med 83 invånare per kvadratkilometer. Närmaste större samhälle är Kānī Sūr, 18,0 km öster om Varchak. Trakten runt Varchak består i huvudsak av gräsmarker.